# Cassandra Tollbring
Cassandra Isabell Helene Tollbring (Rimbo, 1993. március 19. –) svéd válogatott kézilabdázó, balszélső.

## Pályafutása

### Klubcsapatokban
Pályafutását szülővárosának csapatában kezdte. 2012-ben igazolt az Eslövshöz. A 2013-2014-es idényben 116 góllal zárta az Elitserien, a svéd első osztály küzdelmeit, ezzel ötödik lett a góllövők listáján. 2014 nyarán szerződött a Höör csapatához, ahol három szezont töltött el. 2017-ben svéd bajnok lett a csapattal és bejutott az EHF Challenge Cup döntőjében, ahol a Höör a horvát Lokomotiva Zagrebbel szemben maradt alul. A 2017-2018-as szezon előtt a norvég Larvik igazolta le. 2019 nyarán a francia Bourg de Péage Drôme Handball együttesében folytatta pályafutását.

### A válogatottban
2018. június 2-án mutatkozott be a svéd válogatottban.

## Családja
Testvére, Jerry Tollbring szintén válogatott kézilabdázó.